# Grand Theft Auto: The Ballad of Gay Tony
Grand Theft Auto: The Ballad of Gay Tony je druga epizodna ekspanzija odnosno DLC igre Grand Theft Auto IV. Za Xbox 360 izašla je 29. listopada 2009., a za PlayStation 3 je postala dostupna 13. travnja 2010. To je četvrto proširenje u GTA serijalu i četrnaesto izdanje serijala, kao i treća igra Grand Theft Auto IV ere i HD svijeta (posljednja igra GTA IV ere je Grand Theft Auto: Chinatown Wars). Radnja igre događa se paralelno s radnjom Grand Theft Auto IV, a protagonist je Luis Fernando Lopez, Dominikanac, član bande dilera droge i tjelohranitelj Anthonyja "Gay Tony" Princea, uglednog vlasnika dvaju najpopularnijih noćnih klubova u Liberty Cityju. Tony je psihički opterećen problemima s mafijom i drugim ljudima koji prijete njegovom poslu, te je depresivan i uzima droge, pa Luis Lopez obavlja sve poslove koji bi trebali spasiti njegovog šefa, upetljavši se u najtamnije podzemne poslove u Liberty Cityju, povezane s Rayem Bulgarinom, šefom ruske mafije i vlasnikom zloglasnih dijamanata iz GTA IV. Radnja se isprepliće s radnjom GTA IV i The Lost and Damned, pa se u igri pojavljuje mnoge misije u kojima su prikazani događaji iz tih igara, npr. neuspješni posao s dijamantima u muzeju Libertonian.
Rockstar Games je za igru rekao da daje Liberty Cityju "još veću dozu oružja, sjaja i kriminala" i da "će igrač morati pokazati svoju odanost obitelji i prijateljima ne zanjući tko misli dobro, a tko loše u svijetu gdje sve ima svoju cijenu". Igra je također sadržana u kolekciji Grand Theft Auto: Episodes from Liberty City, koja se može igrati i bez prisustva glavne igre i sadrži i prvu ekspanziju, Grand Theft Auto: The Lost and Damned.

## Priča
Radnja počinje pljačkom banke počinjenom od strane Nike Belića i braće McReary. Luis Fernando Lopez nalazi se na podu kao taoc, dok pljačkaši obijaju sef. Nakon što Packie McReary ubije jednog taoca koji se pravio junakom ustrijelivši njegovog asistenta Michaela Keanea te pljačkaši pobjegnu, Luis Lopez izlazi iz banke koju su opkolili policajci, te s novcem koji je jedva uspio sačuvati odlazi do stana svog šefa, Anthonyja Princea, zvanog Gay Tony.
Gay Tony je homoseksualac i vlasnik dvaju najpopularnijih noćnih klubova u gradu: Maisonette 9 i Hercules. U teškoj je financijskoj situaciji, te ima problema s nadležnim službama koje sumnjaju u ilegalne aktivnosti u njegovim klubovima. Duguje novac Roccu Pelosiju i njegovom ujaku Vinceu, mafijašima obitelji Ancelotti, koji su teški homofobi i rasisti. Također, redovito je u depresiji te boluje od ovisnosti o tabletama i kokainu, na koje ga je navukao njegov dečko Evan. Gay Tony neprestano traži potencijalne kupce za svoje klubove, kako bi se izvukao iz financijskih problema. Luis, njegov tjelohranitelj i osobni asistent, dio vremena radi na osiguranju Maisonette 9-a, a ostatak vremena pleše i zavodi djevojke. Njegovi prijatelji Armando i Henrique, članovi bande dilera droge u Luisovoj nekadašnjoj četvrti Northwood, getu gdje je on i sam bio član bande, smatraju ga umišljenim jer im ne želi pomagati u dilanju droge te ga zadirkuju da je homoseksualac. Njegova majka Ariana Lopez, koja je ostala živjeti u Northwoodu, želi da Luis upiše fakultet i nađe pristojan posao kao i njegov brat i sestra, i zamjera mu zbog onog što radi. Zajedno s Tonyjem, Luis pristane na posao s trijadama koji otvaraju noćni klub u kineskoj četvrti (taj posao im je, ironično, našao Rocco Pelosi); kad stignu tamo trijade se pripremaju na sastanak s članovima motociklističke bande The Lost (događaj iz GTA: The Lost and Damned; čak se vidi kako Billy Grey s vođom trijade dogovara da napadnu Johnnyja i ostale članove, što znači da im je on zapravo smjestio). Tony i Luis ne pristanu na posao, te Luis nokautira šefa trijade, koji se spremao da ih ubije; Luis i Tony se jedva izvuku iz zgrade u kineskoj četvrti i zaključe da im suradnja s Roccom donosi samo loše.
Luis počinje pomagati Armandu i Henriqueu u njihovim poslovima s drogom, ali im stalno govori da obadvojica jednom prestanu s tim i da što prije nađu zakonite poslove, kako ne bi završili kao ostatak svoje bande; međutim, njih dvojica smatraju da je to za njih nemoguće, jer nemaju Luisove predispozicije, a nisu ni dobro obrazovani. Prisiljen je pomagati i Roccu u njegovim poslovima s drugim mafijaškim obiteljima; on zapravo mrzi i Rocca i ostatak ekipe s kojima se Tony druži - razmažene bogataške i mafijaške djece koji su ga i navukli na kokain. Počinje raditi i za Morija Kibbutza, bodybuildera kojem Tony duguje novac, ujedno i starijeg brata Brucieja Kibbutza. Mori se doselio kod svog mlađeg brata te ga stalno ponižava, jer je Brucie, koji uzima steroide, puno slabiji od prirodno nabildanog Morija. Zajedno s Morijem i Bruciejem Luis sudjeluje u krađi sportskih automobila te pomogne dvojici braće da se pomire. Tony i Luis odluče stupiti u ono za što Tony misli da je unosan posao, dilanje dijamanata. Odluče kupiti ukradene dijamante od kuhara s poluteretnog broda Platypus (brod kojim je Niko Belić stigao u Ameriku); međutim, za vrijeme sastanka kod broda usidrenog u luci u Brokeru, napadnu ih članovi The Lost Brotherhooda predvođeni Johnnyjem Klebitzom i Jimom Fitzgeraldom, koji ih progone u velikom broju kroz ulice grada; tijekom potjere bivaju ubijeni Tonyjev dečko Evan i vozač limuzine Kostas. Dijamanti su izgubljeni, a Tony se odluči odmoriti od svega.
U međuvremenu, Luis se sprijateljuje s Yusufom Amirom, razuzdanim bogatašem iz Dubaija koji je došao sagraditi svoje carstvo nekretnina u Liberty Cityju. Yusuf želi izgraditi niz nebodera u Libertyju kako bi se dokazao svom ocu, koji smatra da je on razmažen i neodgovoran. Luis mu pomaže u nezakonitim poslovima kojima će to postići, među ostalim krađom helikoptera s jahte južnoafričkog dilera oružjem i vlaka s gradskog metroa (kojeg Yusuf želi odnijeti u hotel koji će sagraditi u svojoj domovini). Luis također dobiva na raspolaganje Yusufov helikopter, te uspije zastrašiti čovjeka koji je pisao loše stvari o Tonyju na svom blogu. Luis također vraća dijamate u svoje i Tonyjeve ruke, ukravši ih od židovskih dilera dijamanata kojima su ih Niko Belić i Johnny Klebbitz pokušali prodati u muzeju Libertonian. Međutim, javljaju se novi problemi; Gracie Ancelotti, kćerku šefa obitelji Ancelotti, ujedno i Tonyjevu najbolju prijateljicu, oteli su Niko Belić i Packie McReary, te Luis i Tony moraju razmišljati kako da plate otkupninu; kasnije će otmičari tražiti dijamante. Luis upoznaje Raya Bulgarina, šefa ruske mafije zainteresiranog za kupnju Tonyjevih klubova, i njegovu desnu ruku Timura. Bulgarin je, nakon duljeg vremena u Europi, počeo djelovati u Liberty Cityju te se želi obračunati sa svakim tko se protivi njegovim interesima, u čemu mu Luis pomaže eliminiravši korumpirane predstavnike specijalne policije i gruzijskog tajkuna Markija Ashvilija, vlasnika hokejaškog kluba Liberty City Rampage. Međutim, Ray Bulgarin saznaje da Luis i Tony posjeduju dijamante koji su zapravo pripadali njemu, a ukrao ih je kuhar s broda Platypus, te ih optuži za krađu. S izlikom poslovnog sastanka, Bulgarin navlači Tonyja u zasjedu, te ga dovodi na krov zgrade u četvrti Little Italy (Mala Italija) gdje Luis nalazi kutiju u kojoj je odsječena glava kuhara koji mu je prodao dijamante; uskoro primjećuje Bulgarinove ljude spremne da ga ubiju snajperom sa susjednih krovova. Luis se izvlači iz zasjede, te zajedno s Tonyjem daje zloglasne dijamante otmičarima kao otkupninu za Gracie Ancelotti; taj sastanak također sabotira Bulgarin sa svojim ljudima.
Nedugo nakon toga, gradska vlast zatvara Tonyjeve klubove, a Bulgarin se urotio protiv Luisa sa šefom obitelji Ancelotti. Rocco i Vince obavještavaju Luisa kako i Bulgarin i njihov šef žele mrtvima i Luisa i Tonyja i njih dvojicu, te da se jedino mogu izvući ako Luis sam ubije Tonyja. Luis, uvjeren da nema drugog izlaza, odluči to i napraviti, te pozove Tonyja na sastanak u Maisonette 9 gdje ih već čekaju Rocco i Vince, koji neprestano potiču Luisa da učini ono što je trebao. Međutim, dok drži pištolj uperen u Tonyjevu glavu, Luis se predomisli te upuca i ubije Vincea; pokuša ubiti i Rocca, ali on pobjegne (kasnije će se pojaviti na GTA V, koji se događa pet godina kasnije). U tom trenutku, shvate da im mnogobrojni Bulgarinovi ubojice vrše invaziju na klub. Luis i Tony se izvuku iz kluba borivši se s Bulgarinovim ljudima; međutim, kada se stanje smiri, Tony se, umjesto da bude sretan što se izvukao, naljuti na Luisa jer smatra da je on kriv za sve, te mu razbješnjen kaže da će pobjeći iz grada te da ga više nikad ne želi vidjeti.
Iduće jutro Luis otiđe do Tonyjevog stana, gdje on već pakuje kovčege, te se oni nakon dulje svađe pomire i odluče stati na kraj Bulgarinu, koji se sprema napustiti zemlju. Luis sabotira operaciju utovaranja heroina na zabavištu Firefly Island te ubije velik broj Bulgarinovih gangstera, među njima i Timura. Zatim s motociklom koji je tamo našao kreće do aerodroma gdje se Ray Bulgarin sprema da odleti iz Liberty Cityja; dok juri na motoru, proganjaju ga naoružani Bulgarinovi ljudi u automobilima; međutim, uskoro dolazi Yusuf sa svojim helikopterom te eliminira mafijaše na Luisovom repu. Yusuf zaželi Luisu sreću, te Luis stiže na aerodrom, gdje Bulgarinov avion već polijeće. Luis iskače s motora na Bulgarinov avion, te se u avionu na nebu obračunava s Bulgarinovim ljudima. Konačno, u borbi vatrenim oružjem ubije i samog Bulgarina, te iskoči iz aviona i sleti padobranom do parka gdje ga čeka Tony. Luis i Tony odluče da je vrijeme da nastave živjeti svoje živote i raditi stvari na pošten način. Nesretne dijamante pronalazi beskućnik kopajući po kanti za smeće, te je u završnoj špici vidljivo kako je prodao dijamante i postao bogat.
Na kraju odjavne špice vidljivo je kako se taksi zaustavlja ispred aerodroma, a iz njega izlazi Packie McReary s kovčezima te ulazi na aerodrom; u idućoj sceni vidljivo je kako Packie ulazi u avion i avion polijeće (u GTA V, koji se događa pet godina kasnije, pokazat će se kako je Packie otišao u Los Santos i nastavio s pljačkama).

## Ocjena
The Ballad of Gay Tony je uglavnom dobio ocjene. Stranica Eurogamer je dala 8 od 10 pojenja.
Metacritic je izračunao prosječnu ocjenu od 89 pojenja od maksimalnih 100.

## Vanjske poveznice
- GTA: TBoGT na GTA Wiki